# Roy Hovens
Roy Hovens (Maastricht, 1971) is een Nederlands saxofonist.

## Opleiding
Hovens kreeg zijn eerste saxofoonlessen bij de Koninklijke Harmonie Ste. Cécile in Eijsden. Hij had vervolgens onder andere les van Jos Dobbelstein, saxofonist bij de Koninklijke Militaire Kapel. Hij studeerde saxofoon aan het Maastrichts Conservatorium bij Adri van Velsen, tenorsaxofonist van het Nederlands Saxofoonkwartet, waar hij in 1993 afstudeerde. Tijdens zijn studie ontwikkelde hij zin voorkeur voor de hogere saxofoons te ontwikkelen, met name de sopraansaxofoon. Hij studeerde verder aan het Koninklijk Conservatorium in Den Haag bij Leo van Oostrom, sopraansaxofonist van het Nederlands Saxofoonkwartet, in 1996 afsluitend met het diploma Uitvoerend Musicus.
Daarna volgde hij masterclasses bij Norbert Nozy, Ryo Noda en Jean-Marie Londeix en volgde bij lessen bij Arno Bornkamp.
Hovens volgde daarnaast een studie Economie, Recht en Management aan de hogeschool Fontys in Tilburg.

## Activiteiten
In 1991 speelde hij als solist op het Wereld Muziek Concours in Kerkrade in het Concertino voor sopraansaxofoon en harmonieorkest van Bernard van Beurden. Hij speelde met harmonieorkesten de saxofoonconcerten van Ida Gotkovsky en Ronald Binge en met het Nederlands Studenten Orkest in 1996 Cri et Gloire du Monde van Bernard van Beurden.
Hij speelde solo in onder andere Duitsland (Bläserphilharmonie Süd-West) en Spanje (Sociedad Musical "La Artistica" de Buñol).
Van 1998 tot 2004 was Hovens tenorsaxofonist bij de Koninklijke Militaire Kapel in Den Haag. Met de collega-saxofonisten Jos Dobbelstein, Jean-Pierre Cnoops en Richard Alberts uit dit orkest richtte hij het Mosa Saxofoonkwartet op. Hovens vormt een vast duo met pianiste Jet Janssen waarvan in 2007 zijn eerste cd 'High Saxophone' verscheen. Als freelance saxofonist speelde hij o.a. in het Limburgs Symfonie Orkest en het Noord Nederlands Orkest.
Hovens is ook actief als docent, privé-lessen en bij HAFA-verenigingen. Ook geeft hij workshops en partijrepetities bij diverse orkesten.

## Prijzen en onderscheidingen
Hovens won de Mgr. Ronckenwisseltrofee in 1989 in de categorie solisten als in de categorie ensembles. In 1991 behaalde hij de tweede prijs bij het Nationaal Concours van de Stichting Jong Muziektalent Nederland in Utrecht. In 1994 behaalde Hovens de Prijs Nederlands Werk op het Trompconcours voor de Benelux in Eindhoven. In 1998 was Hovens finalist van het Internationaal Orpheusconcours voor Moderne Muziek in Antwerpen.